# گوزلباهچه
گوزلباهچه (به ترکی استانبولی: Güzelbahçe) یک منطقهٔ مسکونی در ترکیه است که در استان ازمیر واقع شده‌است.

## خواهرخوانده
شهرهای فلورزهایم آم ماین و کایرنیا خواهرخوانده‌های گوزلباهچه هستند.